# Afioncaraquissar (província)
Afioncaraquissar (em turco: Afyonkarahisar) é uma província do sudoeste da Turquia, situada na região do Egeu, com capital na cidade homónima (mais conhecida como Afiom ou Afyon [lit.  "ópio]"). Tem 14 016 km² de área e em dezembro de 2021 tinha 744 179 habitantes (densidade: 53,1 hab./km²).
| Províncias adjacentes à de Afioncaraquissar |                            |                             |
| Cutáquia (Kütahya)                          | Esquixequir (Eskişehir)    | Esquixequir e Cônia (Konya) |
| Cutáquia e Uxaque (Uşak)                    |                            | Cônia                       |
| Denizli e Burdur                            | Burdur e Esparta (Isparta) | Esparta                     |

A província está subdividida nos seguintes distritos:
- Afioncaraquissar
- Başmakçı
- Bayat
- Bolvadin
- Çay
- Çobanlar
- Dazkırı
- Dinar
- Emirdağ
- Evciler
- Hocalar
- İhsaniye
- İscehisar
- Kızılören
- Sandıklı
- Sinanpaşa
- Sultandağı
- Şuhut